# Franklin Knowles Young
Pour les articles homonymes, voir Franklin Young et Young.
Franklin Knowles Young (1857-1931) est un joueur et auteur de livres d'échecs américain, connu parce qu'il est particulièrement difficile de comprendre ce qu'il veut dire.

## Biographie
Young est né à Boston le 21 octobre 1857, et mort le 19 décembre 1931 à Winthrop (Massachusetts).
Dans sa jeunesse, il s'est beaucoup consacré à l'étude des sciences militaires, et pendant la Guerre des Boers, ses articles de journaux ont attiré l'attention du pays entier grâce à leurs prévisions précises sur les actes de guerre.

## Œuvres

### Une terminologie déroutante
Dans ses livres, dont beaucoup se sont moqués, Franklin K. Young s'évertue à affirmer, en employant d'obscurs termes de stratégie militaire, que la stratégie aux échecs est semblable à celle du XIXe siècle sur un véritable champ de bataille.
Un article sur Chessbase.com affirme que les chercheurs tentent d'appliquer les mouvements des échecs aux mouvements de la guerre comme les écrits de Franklin K. Young ont tenté d'appliquer les mouvements de la guerre aux mouvements des échecs. L'auteur de l'article écrit : « Espérons qu’ils réussissent davantage, car les livres de Young et leur terminologie militaire alambiquée sont notoirement risibles ».
À titre d'exemple, voici une citation de Young reprise dans l'ouvrage Logical Chess d'Irving Chernev (page 39 : partie entre Gustav Zeissl et Walter von Walthoffen) : « Déployez-vous toujours de manière à ce que l'oblique droit puisse être facilement établi au cas où le plan objectif resterait ouvert ou deviendrait situé en permanence au centre ou sur l'aile-roi, ou à ce que le crochet aligné puisse être établi facilement au cas où le plan objectif deviendrait situé en permanence ailleurs qu'à l'extrémité du front stratégique. ».

### Écrits
- (avec Edwin C. Howell (en)) The Minor Tactics of Chess (1894)[6]
- The Grand Tactics of Chess (1897)[7]
- The Major Tactics of Chess (1898)[8]
- Chess Strategetics (1900)[9]
- Chess Generalship, Vol.1 : Grand Reconnaissance (1910)[10]
- Chess Generalship, Vol.2 : Grand Manœuvres (1913)[11]
- The Fieldbook of Chess Generalship : Grand Operations (1923)

## Parties notables
Comme le suggèrent les deux parties suivantes, Young est joueur d'attaque imaginatif, à l'engagement total, prompt aux sacrifices.

### Gambit du Roi refusé
L'ouvrage de Young The Fieldbook of Chess Generalship contient nombre de ses victoires, malheureusement non datées pour la plupart. L'ouvrage inclut notamment la partie suivante :
F. K. Young - Edwin C. Howell
1. e4 e5 2. f4 Fc5 3. Cf3 d6 4. Fc4 Cf6 5. b4 Fxb4 6. 0-0 Fc5 7. d4 exd4 8. Cg5 0-0 9. e5 d3+ 10. Rh1 Cg4? 11. Dxd3 g6 12. f5 Cxe5 13. Dh3? h5 14. Ce4 Cxc4 15. Dg3 h4 16. Dh3 Fd4 17. Fg5 f6 18. Dxh4 fxg5 19. Cxg5 De7 20. Cc3 Txf5 21. Cd5 Txd5 22. Tae1 Ce3 23. Txe3! Fxe3 24. Tf8+!! Rxf8 25. Dh8 Mat.
Cette partie a été reprise par Charles W. Warburton dans son livre My chess adventures (Chicago, 1980,  (ISBN 0-938-650-21-1), pages 194-195).

### Pseudo-gambit viennois
La partie suivante, non datée, figure aussi dans The Fieldbook of Chess Generalship de Young :
Harlow Daly - F.K. Young, correspondance, Semi-Finale du 10e tournoi de la PNCCA (Pillsbury National Correspondence Chess Association), début du XXe siècle :
1. e4 e5 2. Cc3 Cf6 3. f4 d5 4. fxe5 Cxe4 5. Cf3 Cc6 6. d4 Fb4 7. Fd2 Fg4 8. Fb5 Fxf3 9. Dxf3 Dh4+ 10. g3 Cxd2! 11. Dxd5? (11. Rxd2! Dxd4+) 11...Dxd4? (11...Dh6) 12. Fxc6+ bxc6 13. Dxc6+ Rf8!! 14. Dxa8+ Re7 15. Dc6 De3+ 16. Rd1 Td8 17. Cd5+ Txd5 18. Dxd5 Ce4 19. c3 c6! 20. Dd4 Df3+ 21. Rc2 De2+ 22. Rb1 Fxc3!! 23. bxc3 c5!! 24. Dd6+? (24. Dxe4!) 24...Cxd6 25. exd6+ Rxd6 26. a4 Rd5 27. Tc1 Dxh2 28. c4+ Rc6 29. Ta3 h5 30. Td3 h4 31. Tcd1? (31. gxh4! Dxh4) 31...hxg3 32. Td6+ Rb7 33. Td7+ Ra6 34. Txf7 Dh7+ 35. Rb2 g2 36. Td6+ Ra5 37. Txa7+ Rb4 38. Tb7+ Rxc4 39. Tb3 g1=D 40. Tc3+ Rb4 41. Tb3+ Ra5 0-1.
Cette partie est commentée par Charles W. Warburton dans My chess adventures (pages 65-67) et figure dans le Top 10 des meilleures parties de la décennie 1900-1909 sur Chess.com. Elle a aussi été reprise par Irving Chernev et Fred Reinfeld dans leur livre The Fireside Book of Chess. Page 345 (de ce livre), ces derniers écrivent : « Certains joueurs discourent mieux des échecs qu'ils n'y jouent. Dans le cas de Young, c'est l'inverse. ».